# 2021年5月中国大陆

## 5月1日
- 5月1日至5月5日为中华人民共和国五一劳动节假期，各地出现旅游客流剧增情况[1][2][3][4][5]。根据交通运输部的预测，“五一”假期中国国内客流量将达到2.65亿人次[6][7]。
- 晚，中国女排在东京有明体育馆以3:0战胜日本队，中国女排时隔580天后回归国际赛场再度取得胜利[8]。
- 晚，“青春心向党 百年薪火传”南昌大学办学100周年文艺晚会在该校白帆体育场举行[9]。
- 第三届东邻西坊生活节在北京坊开幕[10]。
- “百亿让利 约惠沪苏”“五五购物节”苏州会场在金鸡湖湖滨广场启动。现场总额约1000万元的第三轮数字人民币消费红包预约报名通道同步开启[11]。
- 中共中央总书记、国家主席习近平就以色列发生严重踩踏事故，造成重大人员伤亡向以色列总统瑞夫林致慰问电，代表中国政府和中国人民，对遇难者表示深切的哀悼，向遇难者家属和伤者致以诚挚的慰问[12][13]。
- 由于京广高速铁路定州东至保定东间塑料地膜被大风吹扬至接触网，北京西站多班列车晚点，大量旅客滞留[14]，站方也因应急处置不当饱受批评[15]。

## 5月3日
- 共青团中央作出表彰决定，授予285个团组织全国五四红旗团委称号，授予370个团组织全国五四红旗团支部称号，授予447人全国优秀共青团员称号，授予345人全国优秀共青团干部称号，并追授因公殉职的李莎、拉巴平措全国优秀共青团员称号[16]。
- 当晚，庆祝《中俄睦邻友好合作条约》签署20周年专场音乐会举办，国务院副总理孙春兰与俄罗斯副总理戈利科娃发表视频致辞[17]。
- 中国常驻联合国代表张军大使说，中方支持缅甸各党各派在宪法和法律框架下，通过对话寻找政治解决分歧的路径，继续推进缅民主转型[18]。
- 中国驻阿根廷大使邹肖力同阿根廷卫生部部长卡拉·维佐蒂（英语：Carla Vizzoti）、阿总统顾问尼科里妮及阿驻华大使牛望道，与中国国药集团和阿根廷制药企业负责人举行视频会议，决定合作生产国药集团2019冠狀病毒疫苗[19]。

## 5月4日
- 哈萨克斯坦副总理兼外长特列乌别尔季与中国驻哈萨克斯坦大使张霄举行会谈，特列乌别尔季表示期待“中国+中亚五国”外长会晤机制为繁荣地区发展发挥更大作用[20]。

## 5月5日
- 2021中国（宁波）大运河国际钢琴艺术节暨郎朗杯钢琴大赛在浙江宁波大剧院拉开帷幕[21]。
- 香港西九文化区管理局署理行政总裁冯程淑仪，香港故宫文化博物馆的建筑工程，包括机电工程、屋宇装备及消防设施的安装正按计划推进，计划目标于2021年第三季度完成[22]。
- 2021湖北·长江超级半程马拉松在鄂州市、宜昌枝江市、荆州石首市、咸宁嘉鱼县、恩施巴东县同时鸣枪开跑。这是湖北疫情常态化防控阶段迎来的首场大型马拉松赛事[23]。
- 经文化和旅游部数据中心测算，2021年“五一”假期，中国国内旅游出游2.3亿人次，同比增长119.7%，按可比口径恢复至疫前同期的103.2%[24]；实现国内旅游收入1132.3亿元，同比增长138.1%，按可比口径恢复至疫前同期的77.0%[25]。

## 5月6日
- 中共中央总书记、国家主席习近平同古共中央第一书记、国家主席米格尔·迪亚斯-卡内尔通电话[26]。
- 晚，中共中央总书记、国家主席习近平同联合国秘书长安东尼奥·古特雷斯通电话，古特雷斯祝贺中国共产党迎来百年华诞、新中国恢复在联合国合法席位50周年[27]。
- 中共中央总书记、国家主席习近平同圣马力诺执政官文图里尼和尼科利尼就中圣建交50周年互致贺电[28]。
- 国务院总理李克强主持召开国务院常务会议，部署粮食生产稳定发展，提高粮食安全保障能力；会议又通过《中华人民共和国审计法（修正草案）》[29]。
- 由于中澳关系恶化，中国国家发展改革委宣布无限期暂停中澳战略经济对话机制下一切活动[30]。

## 5月7日
- 中国国药集团的2019冠狀病毒疫苗获得世界卫生组织紧急使用认证。[31]
- 中共中央总书记、国家主席习近平同国际奥委会主席巴赫通电话，习近平对巴赫连任国际奥委会主席表示祝贺[32]。
- 历时179天、总行程3.6万余海里，中国极地科学考察破冰船“雪龙2”号返回上海国内基地码头，标志着中国第37次南极考察圆满完成[33][34]。
- 湖北省十三届人大常委会第二十三次会议表决通过，决定接受王晓东辞去湖北省人民政府省长职务的请求，任命王忠林为湖北省副省长、代理省长。[35]

## 5月8日
- 5月8日，福建省应对新冠肺炎疫情工作领导小组（指挥部）综合协调组发布公告，推迟实施台胞（中華民國國民）来闽检疫“便捷通道”试点工作[36]。此前的4月29日，福建省人民政府新闻办公室在官方微博“福建发布”发布公告，福建省将于5月10日开设“便捷通道”，放宽台湾人（中華民國國民）从台湾直航和金马地区进入福建的检疫规定，台湾人士可比照中国大陆低风险地区入（返）闽人员进行管理，无需隔离。片面恢复小三通。在中国大陆面对境外输入2019冠狀病毒压力、台湾爆发华航诺富特酒店群聚感染事件的背景下，中国大陆网络舆论对福建省人民政府进行强烈抨击。30日，中共官媒《环球时报》总编辑胡锡进发文，表示理解网友担心与不满的合理性，指出此举是福建省政府的主张，非中央政府“分配给福建的‘任务’”。亦有作者指出，对台工作“不只要面对台湾的反应，更需要同时顾及大陆民众的利益与感受，避免‘仇台’的结打得越来越紧。”中華民國政府[37]、民众[38]对福建省政府开通“便捷通道”的作法同样不满。

## 5月9日
- 国务院新闻办宣布将于5月11日上午公布中华人民共和国第七次全国人口普查主要数据结果[39]。

## 5月10日
- 2021年中国品牌日活动在上海开幕，中共中央政治局常委、国务院总理李克强对活动作出重要批示[40]。

## 5月11日
- 中华人民共和国第七次全国人口普查主要数据公布[41]。中国总人口为141178万人，同2010年第六次全国人口普查数据相比，增加7206万人，增长5.38%，年平均增长率为0.53%。中国人口10年来继续保持低速增长态势[42]。
- 中共中央政治局常委、国务院总理李克强主持召开政府特殊津贴制度高层次高技能人才座谈会，韩正、胡春华、王勇、肖捷、何立峰等参加座谈会[43]。

## 5月12日
- 中共中央总书记习近平在河南省南阳市考察调研[44]。
- 国务院总理李克强主持召开国务院常务会议[45]。

## 5月13日
- 中国医学科学院阜外医院的一项大规模临床研究发现，服用“清肺排毒汤”可使2019冠狀病毒病住院患者的死亡率减低一半[46]。
- 5月13日至17日，外交部副部长谢锋陪同拉美和加勒比驻华使节赴新疆参访。使节团走访了乌鲁木齐、吐鲁番、和田三地，实地考察了新疆社会、经济、文化、民族宗教等方面情况，积极对接新疆拉美合作新机遇。来自拉美和加勒比地区19个国家的23位驻华大使和高级外交官参加[47]。
- 外交部发言人华春莹在例行记者会上回应彭博社记者，美国政府因法轮功学员受到迫害而制裁四川成都地方官员余辉的问题。她指美方“为那些恐怖组织和邪教组织张目，这是中方不能允许的。希望美方立即改正错误”[48]。

## 5月14日
- 中共中央总书记习近平在河南省南阳市主持召开推进南水北调后续工程高质量发展座谈会，并发表讲话[49]。
- 国务院总理李克强签署国务院令，公布修订后的《民办教育促进法实施条例》，自2021年9月1日起施行[50]。
- 中国科学院院士、中国数学家王元于北京逝世，享年91岁[51]。
- 山东省禹城市人民法院公开开庭、重新审理方洋洋案，撤销禹城法院(2019)鲁1482刑初165号刑事附带民事判决。以故意伤害罪判处原审被告人张吉林有期徒刑十一年、原审被告人刘兰英有期徒刑六年，以虐待罪判处原审被告人张丙有期徒刑一年八个月缓刑三年[52]。2020年11月，中国大陆网络舆论既已关注此案，引发对一审判决过轻、女性权益、农村社会习俗转型、残疾人士权益保护等议题讨论。

## 5月15日
- 中国国家航天局天问一号着陆器祝融号火星车在火星乌托邦平原著陆，中国成为继美国后，第二个探测器登陆火星的国家[53]。

## 5月18日
- 中共中央对外联络部部长宋涛出席以视频方式举行的中国云南省与越南老街、河江、莱州、奠边四省省委书记年度会晤机制第一次会议[54]。
- 据中国国家航天局探月与航天工程中心消息，祝融号火星车17日第一次通过天问一号环绕器传回遥测数据[55]。
- 湖南省对长沙市自然资源和规划局政府信息公开告知书事件已经启动问责[56]，其中对3名领导责任人分别作出党内警告、党内严重警告处分，2名直接经办人作出政纪处分并调离现任工作岗位，1名经办人受到批评教育[57]。
- 2021·世界运河古镇合作机制大会在江苏扬州举行[58]。
- 国家减灾委员会秘书长、国务院第一次全国自然灾害综合风险普查领导小组办公室主任郑国光对外表示，中国计划于2022年底前完成第一次全国自然灾害综合风险普查工作[59][60]。
- 第四届21世纪海上丝绸之路博览会暨第二十三届海峡两岸经贸交易会在福建福州启幕[61]。

## 5月19日
- 中共中央总书记、中国国家主席习近平在北京通过视频连线，同俄罗斯总统普京共同见证两国核能合作项目田湾核电站和徐大堡核电站开工仪式[62][63]。
- 2021“碳达峰•碳中和”无锡高新区高峰论坛在江苏无锡举行，同时江苏省内首个以“零碳”为主题的科技产业园——无锡零碳科技产业园揭牌成立[64]。
- 山东省聊城市鱼山梵呗非物质文化遗产保护传承中心在古城东阿揭牌[65]。
- 上午，国家卫生健康委主任马晓伟应约同美国卫生与公众服务部部长贝塞拉通电话，就中美卫生健康领域交流与合作交换意见[66]。
- 由航天科技集团五院抓总研制的海洋二号D星，在酒泉卫星发射中心由长征四号乙运载火箭成功发射[67]。
- 在联合国安理会本月轮值主席国中国倡议下，安理会以视频方式举行“非洲和平与安全：推进非洲疫后重建，消除冲突根源”高级别会议。会议由中国国务委员兼外长王毅主持，法国、印度、突尼斯、爱尔兰、爱沙尼亚、越南外长和肯尼亚、挪威、俄罗斯、美国、英国、墨西哥、尼日尔、圣文森特和格林纳丁斯等国高级代表出席[68]。
- 中国佛教协会在北京广济寺举办佛诞节庆祝活动。来自中国汉传、南传、藏传三大语系佛教界代表人士，柬埔寨、韩国、老挝、缅甸、尼泊尔、斯里兰卡、泰国、越南等国驻华使节，各界嘉宾与佛教徒共庆佛诞[69]。
- 由中国人权研究会、中国西藏文化保护与发展协会、中国藏学研究中心主办的“纪念西藏和平解放70周年国际学术研讨会”在北京举行[70]。
- 在天津举行的第五届世界智能大会主题论坛智能交通峰会上，5G与北斗智慧港口联合实验室揭牌[71]。

## 5月20日
- “爱在太姥 茶香福鼎”为主题的2021年中国旅游日茶旅系列活动在福鼎市开幕，旨在展示和推介福鼎丰富的旅游资源和深厚的白茶文化[72]。
- 5月20日至23日，第五届世界智能大会在天津梅江会展中心举行[73][74]。

## 5月21日
- 应二十国集团主席国意大利总理德拉吉和欧盟委员会主席冯德莱恩邀请，中共中央总书记、中国国家主席习近平在北京以视频方式出席全球健康峰会并发言[75]。
- 位于云南省红河哈尼族彝族自治州的中国·红河蝴蝶谷，迎来10年来最大规模的蝴蝶大爆发[76]。
- 茨达河特双线特大桥实现全桥合龙，标志着成昆铁路扩能改造工程冕宁至米易段最后一个拼装箱梁架设完成[77]。
- 检察机关依法分别对甘肃省物产集团有限公司原党委委员、监事会主席何宗仁；原中国建筑科学研究院党委委员、副院长黄强决定逮捕[78]。

## 5月22日
- 中国工程院院士、中国杂交水稻育种专家袁隆平于湖南省长沙市逝世，享年91岁[79][80]。
- 中国科学院院士、“中国肝胆外科之父”吴孟超因病医治无效在上海逝世，享年99岁。[81]
- 祝融号火星车离开登陆平台，成功驶上火星表面。
- 甘肃省山地越野跑赛事发生集体伤亡事故，市长张旭晨向公众致歉。
- 大连发生轿车撞人事故（辽B63NE6），5人死亡，5人受伤，犯罪嫌疑人刘某（1989年出生）逃逸后已被抓获，以以危险方法危害公共安全罪被刑事拘留。警方通报该案为刘某报复社会。[82][83]

## 5月23日
- 阿拉伯联合酋长国外交与国际合作部和中国驻阿联酋大使馆联合宣布，为海外中国公民接种新冠疫苗的“春苗行动”在迪拜正式启动[84]。

## 5月24日
- 中国全国人民代表大会在北京与柬埔寨国会共同举行中柬青年代表议员视频交流活动[85]。

## 5月26日
- 河南省新密市郑新中原乾通（新密）煤业有限公司疑似发生一起安全生产事故，造成4名工人死亡，事故发生后该企业没有按照要求及时上报当地政府及应急管理部门，私下与受害者家属签订赔偿协议，涉嫌瞒报该起事故。[86]
- 中华人民共和国外交部发言人赵立坚在例行记者会上针对美国国务院“2020年度国际宗教自由报告”和制裁四川地方官员余辉表示反对，他说“针对美方公然为邪教组织张目、基于谎言和虚假信息对中方人员实施单边制裁的行径，中方决定对美国国际宗教自由委员会委员小约翰尼·摩尔（英语：Johnnie Moore Jr.）实施制裁，禁止摩尔及其家属入境中国内地及香港、澳门特别行政区”。“中方敦促美方纠正错误，撤销所谓制裁，停止借所谓宗教问题干涉中国内政[87]”。

## 5月27日
- 罗马尼亚总统米拉诺维奇、总理普连科维奇、议长扬德罗科维奇在萨格勒布分别会见中共中央政治局委员、中央外事工作委员会办公室主任杨洁篪[88][89][90]。

## 5月28日
- 中共中央总书记、中国国家主席习近平同奥地利总统范德贝伦就中奥建交50周年互致贺电[91][92]，中国国务院总理李克强同奥地利总理库尔茨互致贺电[93][94][95]。

## 5月30日
- 中华人民共和国国务院总理李克强以视频形式出席第二届全球绿色目标伙伴2030峰会并致辞[96]。
- 湖北省第十三届人民代表大会第六次会议选举王忠林为湖北省人民政府省长。[97]

## 5月31日
- 中共中央政治局召开会议，听取“十四五”时期积极应对人口老龄化重大政策举措汇报，审议《关于优化生育政策促进人口长期均衡发展的决定》。中共中央总书记习近平主持会议[98]。
- 下午，中共中央政治局就加强中国国际传播能力建设进行第三十次集体学习，习近平总书记主持学习并发表重要讲话[99]。
- 中共中央决定：中共河南省委书记王国生因年满65岁，不再担任省委书记职务。中共山西省委书记楼阳生，调任河南省委书记。山西省省长林武升任省委书记，省委副书记蓝佛安提名省长人选。[100]
- 中共中央总书记、国家主席习近平致电巴沙尔·阿萨德总统，祝贺他当选连任阿拉伯叙利亚共和国总统[101]。
- 经过全面保护修缮后，白公馆看守所和松林坡文物旧址正式面向公众试开放[102]。